# Calverocheres globosus
Calverocheres globosus is een eenoogkreeftjessoort uit de familie van de Calverocheridae. De wetenschappelijke naam van de soort is voor het eerst geldig gepubliceerd in 1902 door Hansen.